# نادين أوكونور
نادين أوكونور (بالإنجليزية: Nadine O'Connor)‏ هي منافسة ألعاب القوى أمريكية، ولدت في 5 مارس 1942.